# Apollon Kutateladze
Apollon Karamanovich Kutateladze (en géorgien: აპოლონ ქუთათელაძე), né le 25 décembre 1899 (6 janvier 1900 dans le calendrier grégorien) à Khoni et mort le 25 juin 1972 à Tbilissi) est un artiste peintre géorgien.

## Biographie

### Jeunesse et Études
Apollon Kutateladze commence ses études dans la ville de Poti en Géorgie. Il continue à l’École « Société caucasienne du soutien aux artistes » où il se spécialise dans l'art de 1914 à 1915. En 1915, il quitte Poti pour rejoindre l’École de Peinture et Dessin « Nikolay Sklifosovsky » dans la capitale Tiflis. En 1916, il s'engage dans l'armée géorgienne et est envoyé au combat en 1921 à l'occasion de la guerre d'indépendance de la Géorgie face aux soviétiques.
Dès sa démobilisation, il participe à la rédaction du journal satirique « Nialgui » en français : « Crocodile » à Tbilissi. Il poursuit ses études de 1922 à 1926 à l’Académie des Beaux-Arts de Tiflis avec les professeurs de Guiorgui Gabachivili, Eugène Lanceray et d’Iosif Adolfovich Charlemagne, en effectuant de nombreux séjours académiques à Léningrad.

### Carrière
À partir de 1943, il s’installe à Tbilissi et enseigne à l'Académie des Beaux-Arts de Tbilissi, dont il deviendra le recteur en 1959. Très rapidement, le nouveau recteur mettra en place les trois principes d’enseignement de Walter Gropius au Bauhaus : éducation, pratique (création d’ateliers) et construction (réalisation de projets via des partenaires industriels). Il s'agit d'un changement majeur dans les méthodes d'enseignement de l'établissement, laissant derrière l’enseignement classique des beaux arts pour arriver à une école supérieure d'arts contemporains. Cette action a permis de produire de multiples personnalités dans les domaines de l’art, de la mode et des métiers de haut artisanat. Apollon restera en tête de l’établissement jusqu'à sa mort.
Au cours de sa carrière, Apollon Kutateladze sera récompensé et recevra deux fois l'ordre de l'Insigne d'honneur soviétique et une fois l'Ordre du drapeau rouge du travail, et devient aussi Artiste du peuple de l'URSS.

### Vie personnelle
Apollon Kutateladze épouse Véra Gueorguievna Megreladze avec laquelle il a deux fils : Tariel Apollonovich Kutateladze, architecte et enseignant à l’Académie des Beaux-Arts de Tbilissi, et Guram Apollonovich Kutateladze (en) (1924-1979) qui devient lui aussi artiste peintre.
Sa deuxième épouse est Maria Ivanovna Evdokimova, avec laquelle il a deux filles : Manana Kutateladze et Nana Kutateladze, première épouse de G.K. Totibadze (dont les enfants sont Georgy G. Totibadze, Konstantin Totibadze et Maria Totibadze, styliste et designer) Georgy et Konstantin Totibadze sont tous deux artistes peintres.
Sa troisième et dernière épouse est Mirel Kirillovna Zdanevich, fille de Kiril Zdanevich (ru) avec laquelle il a un fils : l'artiste peintre et acteur Karaman Kutateladze,,,.

## Héritage et mémoire
L'Académie des Beaux-Arts de Tbilissi deviendra éponyme de son ancien recteur et prendra le nom d'Apollon Kutateladze, ainsi qu'une rue de Tbilissi depuis l'an 2000. Apollon Kutateladze repose actuellement au Panthéon de Didube à Tbilissi.

## Œuvres
Apollon Kutateladze peint une grande quantité d'œuvres pendant sa carrière dont on compte certains tableaux représentant des scènes historiques:
- «Camarade Staline en tête de la manifestation des travailleurs de Batoumi en 1902»
- «Conversation du camarade Staline avec les paysans d’Adjarie en 1902»
- «Sergo Ordjonikidze, appel aux montagnards à défendre la ville de Grozny» - 1938

D'autres sont conservés actuellement Musée de Cherkessk , comme «La tsarine Tamar à la chasse» 1970
Kutateladze représente aussi de multiples scènes de la vie quotidienne, paysages et portraits dont
- «La récolte heureuse» 1953
- «Dans les plantations géorgiennes de thé» 1957
- «La cueillette du raisin» 1961
- «Une amitié» 1907

Ses œuvres reposent pour la plupart dans les collections des musées tels que le musée de Cherkessk et le musée des Arts de Tbilissi (en).

## Référence
1. ↑  (en) « Artist Biography Kutateladze Apollon Karamanovich », sur artinvestment.ru.
2. ↑  « Architectural Award 2014 », sur www.archiaward.com (consulté le 2 avril 2018).
3. ↑  Youri Chtankine (préf. Pierre Salinger), Un automne chaud de la guerre froide, Paris, Favre, 2003, 220 p. (ISBN 2-8289-0725-2, EAN 9782828907259)
4. 1 2  « Георгий и Константин Тотибадзе. Живопись | Артгид », sur Артгид (consulté le 16 février 2018).
5. ↑  « Art-Villa Garikula »(Archive.org • Wikiwix • Archive.is • Google • Que faire ?), sur www.garikula.com (consulté le 16 février 2018).
6. ↑  « Karaman Kutateladze », sur IMDb (consulté le 16 février 2018).
7. ↑  « Karaman Kutateladze – It’s Absurd As if “Black Lion” Was Officially Purchased From Us  - News Agency InterpressNews », sur interpressnews (consulté le 16 février 2018).
8. ↑  (en) « Karaman Kutateladze  - MutualArt », sur www.mutualart.com (consulté le 16 février 2018).